# 水野美香
水野 美香（みずの みか、1986年5月15日 - ）は、日本のAV女優、ストリッパー。ロゼオプロモーション所属。

## 略歴
2006年3月、桃太郎映像出版専属女優として『B☆JEAN』でAVデビュー。同年5月16日、川崎ロック座でストリッパーとしてデビュー。現在でもAVの他に、ストリップにと活躍中。同じAV女優の小澤マリアと仲が良く、お互いのブログにも登場するほどプライベートでも仲がよい。

## 人物
趣味はカラオケ、テニス。

## 主な出演作品

### アダルトDVD
2006年
- B☆JEAN（3月7日、桃太郎映像出版）
- ビージーン アウトテイクス（3月25日、桃太郎映像出版）
- Passion 痴女（4月19日、桃太郎映像出版）
- Wild Thing X（5月19日、桃太郎映像出版）
- フェラマニア 専属単体女優編（6月19日、桃太郎映像出版）※総集編
- イキまくりセックストライアスロン（6月19日、桃太郎映像出版）
- 史上最強デジ消し最終兵器!! 癒し狂女の誘惑 一緒にいたい…（7月7日、桃太郎映像出版）
- 廃墟巡姦（8月19日、桃太郎映像出版）
- EROS 肉棒の虜（9月19日、桃太郎映像出版）
- 美女と醜女と野獣たち（10月19日、桃太郎映像出版）
- 高身長トリプルボイン痴女（11月19日、CROSS）
- 史上最強デジ消し最終兵器!! 期待を裏切らない4時間スペシャル（12月7日、桃太郎映像出版）
- パーフェクトボディーの美尻、フェラチオ、超接写。（12月7日、プレミアム）

2007年
- 誘惑女教師（1月7日、プレミアム）
- プレミアデジタルモザイク VOL.019（2月7日、プレミアム）
- 水野美香 生中出しスペシャル（3月7日、プレミアム）
- PREMIUM STYLISH SOAP 〜プレミアムソープへようこそ〜（4月7日、プレミアム）
- 極 本番（2007年5月2日、GLAY'z）
- 脳内麻薬 VOL.2 〜爆音中出しアクメ〜（5月4日、ナチュラルハイ）
- ぶっかけ ごっくん 生中出し!51人全裸祭り（6月7日、ナチュラルハイ）
- 生中出し（6月8日、GLAY'z）
- イカセッぱっ!犠牲者（7月6日、GLAY'z）
- カリスマモデル 33 発中出しレイプ お願い、膣内に出さないで!（7月7日、アタッカーズ）
- HYPER DELICIOUS AWABI vol.1 〜知的高層超絶グラマラスボディー屈辱倒壊!!〜（7月21日、Pinky AWABI）
- 新人ナースいじめ（7月27日、ケイエスエス）
- ぶっ飛び! 公衆便所（8月16日、ナチュラルハイ）
- 狙われた人妻 第3章 無理やり犯される5人の人妻たち （10月13日、隼エージェンシー）
- 性戦!!エロテロリストな女たち 私たちのねっとりマ○コでイカせてあげる!4（10月19日、）
- 責め痴女スペシャル ギャル痴女に一日中イカサレまくりました!（10月20日、レアル・ワークス） ※MIKA名義
- 禁断のルームシェア II（11月2日、アウダースジャパン）
- DOKIレズ 16（11月2日、アウダースジャパン）
- 逆ナンパ中出し II ナンパして中出しさせる7人のギャル （11月10日、隼エージェンシー）
- こだわりの手コキ 4時間SP VI 30人のハンドメイド （11月10日、隼エージェンシー）
- 巨乳フードルパラダイス（11月15日、トップワン）
- ショムニOL水野美香がオナニーサポートしてあげる。（11月30日、メディアバンク）
- フェラグランプリ2008 （12月1日、隼エージェンシー）※AVグランプリ2008 マニアステージ エントリー作品
- オナニスト 第19章 （12月8日、隼エージェンシー）
- 水野美香 VS（12月21日、メディアバンク）

2008年
- フェラコレ2008冬SP（1月12日、隼エージェンシー）
- 巨乳スイミングスクール PART.4 E F Gカップがパッツンパッツンの競泳水着に着替えたら…（1月17日、V&Rプロダクツ）
- 巨乳ハーレムソープ 2（1月20日、ジェイモデル）
- 真正中出しプリンセス 8（1月31日、モブスターズ）
- 健康診断の医師になりすまして巨乳OLのカラダの具合を調べてヤる（3月7日、カッコイイ!）
- 若妻の肌ざわり（5月29日、光夜蝶）
- MOB真正中出しスッペシャル7＆本物!現役小●校教師！真正中出し!（9月27日、モブスターズ）

2009年
- OILY BODY DANCE（3月6日、オフィスケイズ）
- 人妻潮吹き町内会（5月19日、イエロー)
- ダンサーディルドオナニー（5月22日、オフィスケイズ）
- 脱ぎたてホクホク パンティ〜 手コキ&フェラ 4（6月19日、イエロー）
- 監禁人妻（秘）劇場 淫らに縛られて…（8月7日、竹書房）
- ギャルフェラチオ 21人（9月3日、グローリークエスト）
- 会員制高級ソープ スリーローテーション 極上マット専門店（9月4日、グレイズ）
- 女がチ●ポを欲しがるDVD 世田谷区在住 志乃32才（9月18日、メディアバンク）
- レズビアンクリニック（10月22日、LADY×LADY）
- 高級ソープへいらっしゃい 24（10月23日、クリスタル映像）
- 受付嬢in… ［脅迫スイートルーム］ Miss Reception Mika（23）（11月15日、ドリームチケット）
- 三度の飯よりセックス（11月19日、乱丸）
- 美尻フェチくらぶ（11月20日、クリスタル映像）
- おしゃぶり学園 ピンサロ科 2（12月4日、映天）

2010年
- フェ痴虐でか尻ストリッパー（3月25日、イズム）
- 10人姉妹の真ん中に男は僕1人だけ! 大家族 岩田家の一週間 〜ボクのビッグダディ(チ○ポ)は休む暇なし! 貧乏だけどタマらん我が家〜 前編（4月6日、ディープス)
- 働く女性に無理言ってセンズリ見てもらいました!!（4月16日、メディアバンク）
- 集団フードルキングダム（4月20日、スターパラダイス）
- 10人姉妹の真ん中に男は僕1人だけ! 大家族 岩田家の一週間 〜まだまだ続く痛快オマ○コ性活! ボクのモーレツびんびん物語〜 後編（5月13日、ディープス）
- スリップ劇場 ステージ2（6月25日、JAMS）
- 美人妻に汚いアナルを舐めてもらって手コキしてもらいました 2（7月5日、ジャネス）
- 突然、気になる女の子と2人きりになったら… 〜Hなかけ引き〜 （8月25日、アロマ企画）
- 長身バイオレンス 美巨尻殺害女子（10月22日、JAMS）
- LOVEサンドウィッチ（11月25日、Fantasista）
- 艶縄 参（12月10日、カオカコミュニケーション）
- すりすりスリップ（12月17日、JAMS）
- ピストン騎乗位（12月25日、アロマ企画）
- 色気ムンムン フェロモン美女 大胆パンチラコレクション（12月25日、アロマ企画）

2011年
- ディルドにまたがる女優たち5（2月13日、アロマ企画）
- 女装レズ痴漢（2月25日、JAMS）
- 貴方を見つめて まんぐりおねだりオナニー3（3月13日、）
- 女囚調教レズビアン（4月7日、サディスティックヴィレッジ）
- ストリップ劇場 5 ハプニング!!酔ったサラリーマンがステージに乱入!!（5月10日、KTファクトリー）
- おはズボッ!入れちゃだめ〜、気が遠くなっちゃう〜!!普通の女の子のスケベ全て見せます（5月27日、アテナ映像）
- 突然2回連続でしゃぶられちゃった僕。 その7（6月13日、アロマ企画）
- パンチラ挑発番外編 年上女性のエロ優しい誘惑で発射まで導かれた僕。（6月25日、アロマ企画）
- 新感覚 どスケベモザイク（7月7日、桃太郎映像出版）
- E-BODY GANG BANG 長身肉棒ハンターズ（8月13日、E-BODY）

2012年
- よごれるお姉さん（3月31日、JAMS）
- お姉さんのブラウス（8月31日、JAMS）

### テレビ番組
- 美女と湯けむり（旅チャンネル）
- 桃のふくらみ（MONDO TV）